# Konstantin Kostenezki
Konstantin Kostenezki (bulgarisch Константин Костенечки; * 1380 in Kostenez, Bulgarien; † nach 1431), auch Konstantin der Philosoph (serbisch Konstantin Filozof/Константин Филозоф), war ein mittelalterlicher bulgarischer Schriftsteller und Historiker. Sein bekanntestes Werk ist die Biographie des serbischen Despoten Stefan Lazarević. Von ihm stammt auch die erste serbische philologische Arbeit, Skazanije o pismenah (Geschichte der Schrift).

## Biografie
Konstantin wurde wahrscheinlich in der bulgarischen Stadt Kostenez, die er später als seinen Nachnamen annahm, geboren. Er besuchte die literarische Schule in Tarnowo und wurde von Andronik unterwiesen, einem Schüler des Patriarchen Ewtimij von Bulgarien. Seine Studien führte er auf dem Athos und in Konstantinopel fort. Die osmanische Eroberung von Tarnowo 1393 zwang ihn wahrscheinlich um 1402, nach Serbien auszuwandern, das zu dieser Zeit von Stefan Lazarević regiert wurde. Er wurde von diesem, der selbst ein Schriftsteller war, an dessen Hof in Belgrad als Lehrer eingestellt.
Das als Mausoleum von Stefan Lazarević gebaute Kloster Manasija entwickelte sich in der Zeit von Konstantin zu einem herausragenden Kulturzentrum (Resava Schule, Resava Literaturschule). Seine hohe Bildung, seine Lebenserfahrung und seine weiten Reisen brachten ihm den Beinamen "Philosoph" ein (vermutlich nach dem Heiligen Kyrill von Saloniki). In seiner Jugend bereiste Konstantin das Heilige Land und nahm – seinen Beschreibungen nach – teil an drei Missionen zu östlichen Führern (Timur, Musa und Mehmed I.).
Nach Stefan Lazarević' Tod im Jahr 1427 verließ Konstantin Belgrad und zog zum Fürsten Uglješa Vlatković in die Nähe von Vranje, wo er später starb.
Konstantins Werk hatte einen starken Einfluss auf die mittelalterliche serbische Literatur und Bildung. Er führte viele klassische, griechische Elemente in die Philosophie und Literatur ein. Indem er häufig antike Philosophen zitierte und diese mit Stefan Lazarević verglich, gilt er vielen als Wegbereiter der Renaissance in Serbien, die während der osmanischen Besatzung keinen Einzug erhalten hatte.
Konstantin gilt nach Sava von Serbien als der zweite große Sprachreformer Serbiens (als der dritte wird Vuk Karadžić der Neuzeit angesehen). In seiner philologischen Arbeit versuchte er, die serbische Sprache der bulgarischen anzunähern und so eine gemeinsame Schriftsprache der orthodoxen Südslawen zu bewegen. Eine Einigung von Bulgaren und Serben hielt Konstantin hinsichtlich der osmanischen Expansion für notwendig. Serbische Philologen sind sich heute mehrheitlich einig, dass Konstantins Sprachreformen die serbische Schriftsprache zwar komplexer machten, zugleich aber verlor die Schriftsprache an Poesie der Sava'ischen Zeit und rückte sie noch mehr von der gewöhnlichen Volkssprache weg, was später zu zwei parallelen serbischen Sprachen führen sollte, dem Štokavischen als Sprache des Volkes und dem Kirchenslawischen als Schriftsprache.